# Ricky Blitt
 (juin 2022).
Si vous disposez d'ouvrages ou d'articles de référence ou si vous connaissez des sites web de qualité traitant du thème abordé ici, merci de compléter l'article en donnant les références utiles à sa vérifiabilité et en les liant à la section « Notes et références ».
Ricky Blitt est un scénariste, producteur de télévision, acteur et réalisateur canadien.

## Filmographie

### Comme scénariste
- 1995 : The Parent Hood (en)
- 1996 : The Jeff Foxworthy Show (en)
- 1996 : Salut les frangins (Brotherly Love)
- 1999 - 2003 : Les Griffin
- 2002 : Becoming Glen
- 2004 : Why Blitt?
- 2005 : The Ringer
- 2007 : The Winner de Barry W. Blaustein
- 2009 : Single White Millionaire
- 2010 : Romantically Challenged
- 2010 : The Drop-Out
- 2024 : Dear Santa de Bobby Farrelly

### Comme producteur
- 1999 - 2003 : Les Griffin
- 2002 : Becoming Glen
- 2004 : Why Blitt?
- 2007 : The Winner
- 2009 : Single White Millionaire

### Comme acteur
- 2001 : L'Amour extra-large
- 2001 - 2006 : Les Griffin
- ???? : American Dad!
- 2003 : Deux en un

### Comme réalisateur
- 2010 : The Drop-Out